# Campeonato de Primera B 1995-96 (Argentina)
El Campeonato de Primera División B 1995-96 fue la sexagésima tercera temporada de la Primera B y la décima como tercera categoría del fútbol argentino. Fue disputado entre el 19 de agosto de 1995 y el 4 de agosto de 1996 por 19 equipos.
Los nuevos equipos participantes fueron: los ascendidos de la Primera C, Temperley y Tristán Suárez y los descendidos del Nacional B Deportivo Italiano, Deportivo Laferrere y Talleres (RE).
El campeón fue Deportivo Italiano que venció en la final por el primer ascenso a Almagro, mientras que el segundo ascenso fue para Estudiantes que ganó el torneo reducido al vencer en la final también a Almagro y ascendió a la Primera B Nacional.
Una vez finalizado el campeonato fue disputado un Torneo Reclasificatorio entre todos los equipos de la categoría que no habían ascendido ni tenían posibilidades de descender, al que luego se sumaron tres equipos del Nacional B, para definir cinco plazas en dicha divisional.

## Ascensos y descensos
| Posición | Descendidos de la Primera B 1994-95 |
| -------- | ----------------------------------- |
| 17.º     | Excursionistas                      |
| 18.º     | Ituzaingó                           |

| Posición  | Ascendidos de la Primera C 1994-95 |
| --------- | ---------------------------------- |
| Campeón   | Temperley                          |
| Gan. Red. | Tristán Suárez                     |

| Posición  | Ascendidos al Nacional B 1995-96 |
| --------- | -------------------------------- |
| Campeón   | Atlanta                          |
| Gan. Red. | Tigre                            |

| Posición | Descendidos del Nacional B 1994-95 |
| -------- | ---------------------------------- |
| 20.º     | Deportivo Italiano                 |
| 21.º     | Deportivo Laferrere                |
| 22.º     | Talleres (RdE)                     |

- De esta manera, el número de equipos aumentó a 19.

## Equipos participantes
| Equipo                 | Localidad            | Estadio              | Capacidad |
| ---------------------- | -------------------- | -------------------- | --------- |
| Almagro                | José Ingenieros      | Tres de Febrero      | 19.000    |
| Argentino              | Rosario              | José Martín Olaeta   | 6800      |
| Argentino de Quilmes   | Quilmes              | Argentino de Quilmes | 7000      |
| Colegiales             | Munro                | Libertarios Unidos   | 8500      |
| Defensa y Justicia     | Florencio Varela     | Norberto Tomaghello  | 18.000    |
| Defensores de Belgrano | Buenos Aires         | Juan Pasquale        | 9000      |
| Def. de Cambaceres     | Ensenada             | 12 de Octubre        | 3000      |
| Defensores Unidos      | Zárate               | Gigante de Villa Fox | 6000      |
| Deportivo Armenio      | Ingeniero Maschwitz  | Armenia              | 10.500    |
| Deportivo Italiano     | Ciudad Evita         | Ciudad de Caseros    | 16.500    |
| Deportivo Laferrere    | Laferrere            | Ciudad de Laferrere  | 18.000    |
| Dock Sud               | Dock Sud             | De Los Inmigrantes   | 9500      |
| El Porvenir            | Gerli                | Gildo Ghersinich     | 14.000    |
| Estudiantes            | Caseros              | Ciudad de Caseros    | 16.500    |
| San Miguel             | San Miguel           | Malvinas Argentinas  | 6800      |
| Sarmiento              | Junín                | Eva Perón            | 19.000    |
| Talleres               | Remedios de Escalada | Talleres             | 15.000    |
| Temperley              | Temperley            | Alfredo Beranger     | 18.000    |
| Tristán Suárez         | Tristán Suárez       | 20 de Octubre        | 15.000    |

### Distribución geográfica de los equipos
| Región                                   | Cant. | Equipos |
| ---------------------------------------- | ----- | --- |
| Conurbano bonaerense                     | 14    | Almagro, Argentino de Quilmes, Colegiales, Defensa y Justicia, Deportivo Armenio, Deportivo Italiano, Deportivo Laferrere, Dock Sud, El Porvenir, Estudiantes, San Miguel, Talleres, Temperley y Tristán Suárez |
| Interior de la provincia de Buenos Aires | 2     | Defensores Unidos y Sarmiento (Junín) |
| Ciudad de Buenos Aires                   | 1     | Defensores de Belgrano |
| Gran La Plata                            | 1     | Defensores de Cambaceres |
| Ciudad de Rosario                        | 1     | Argentino |

## Formato

### Competición
Se disputaron dos torneos: Apertura y Clausura. En cada uno de ellos, los 19 equipos se enfrentaron todos contra todos. Ambos se jugaron a una sola rueda. Los partidos disputados en el Torneo Clausura representaron los desquites de los del Torneo Apertura, invirtiendo la localía.
Si el ganador de ambas fases era el mismo equipo, sería el campeón. En cambio, si los ganadores del Apertura y el Clausura eran dos equipos distintos disputarían una final a dos partidos para determinarlo. En el primer caso, el equipo mejor ubicado en la tabla general (excluyendo al campeón) o el perdedor de la final, en el segundo caso, clasificaría a las semifinales del Torneo reducido.
Por otra parte, los seis equipos que, al finalizar la disputa, ocuparon los primeros puestos de la tabla general de la temporada (excluyendo al campeón y al clasificado a las semifinales) clasificaron a los cuartos de final del Torneo reducido.

### Ascensos
El equipo que ganó la final entre los ganadores del Apertura y el Clausura se coronó campeón y obtuvo el primer ascenso al Nacional B, mientras que el ganador del Torneo reducido logró el segundo ascenso. Una vez finalizado el campeonato, con motivo de la reestructuración del Nacional B fue disputado un Torneo Reclasificatorio con equipos de esa categoría, que entregó cinco cupos en dicho torneo para la temporada siguiente,

### Descensos
El promedio se calculaba sumando los puntos obtenidos en la fase regular de los torneos de 1993/94, 1994/95 y 1995/96, considerando que los triunfos valían dos puntos en lugar de tres, como ocurrió a partir de este campeonato, dividiendo por estas 3 temporadas. Los equipos que ocuparon los dos últimos lugares de la tabla de promedios disputaron un reclasificatorio contra equipos de la Primera C en una serie a partido único. En caso de resultar derrotados, perderían la categoría.

## Torneo Apertura
| Pos | Equipo                 | Pts | PJ | PG | PE | PP | GF | GC | Dif |
| --- | ---------------------- | --- | -- | -- | -- | -- | -- | -- | --- |
| 1º  | Deportivo Italiano     | 37  | 18 | 11 | 4  | 3  | 26 | 10 | 16  |
| 2º  | Talleres (RE)          | 33  | 18 | 10 | 3  | 5  | 35 | 20 | 15  |
| 3º  | Sarmiento (Junín)      | 32  | 18 | 10 | 2  | 6  | 25 | 19 | 6   |
| 4º  | Estudiantes            | 30  | 18 | 8  | 6  | 4  | 21 | 13 | 8   |
| 5º  | San Miguel             | 30  | 18 | 7  | 9  | 2  | 24 | 19 | 5   |
| 6º  | Tristán Suárez         | 30  | 18 | 8  | 6  | 4  | 21 | 19 | 2   |
| 7º  | Temperley              | 27  | 18 | 6  | 9  | 3  | 19 | 12 | 7   |
| 8º  | El Porvenir            | 26  | 18 | 7  | 5  | 6  | 18 | 19 | -1  |
| 9º  | Almagro                | 23  | 18 | 6  | 5  | 7  | 25 | 26 | -1  |
| 10º | Argentino de Quilmes   | 22  | 18 | 5  | 7  | 6  | 18 | 17 | 1   |
| 11º | Deportivo Laferrere    | 22  | 18 | 6  | 4  | 8  | 25 | 31 | -6  |
| 12º | Deportivo Armenio      | 21  | 18 | 5  | 6  | 7  | 14 | 18 | -4  |
| 13º | Defensores de Belgrano | 20  | 18 | 5  | 5  | 8  | 20 | 27 | -7  |
| 14º | Defensores Unidos      | 19  | 18 | 5  | 4  | 9  | 18 | 24 | -6  |
| 15º | Def. de Cambaceres     | 19  | 18 | 3  | 10 | 5  | 16 | 22 | -6  |
| 16º | Argentino de Rosario   | 17  | 18 | 3  | 8  | 7  | 21 | 26 | -5  |
| 17º | Colegiales             | 17  | 18 | 4  | 5  | 9  | 12 | 21 | -9  |
| 18º | Defensa y Justicia     | 16  | 18 | 4  | 4  | 10 | 18 | 24 | -6  |
| 19º | Dock Sud               | 16  | 18 | 2  | 10 | 6  | 26 | 35 | -9  |

|  | Se consagró campeón del Torneo Apertura. |

## Torneo Clausura
| Pos | Equipo                 | Pts | PJ | PG | PE | PP | GF | GC | Dif |
| --- | ---------------------- | --- | -- | -- | -- | -- | -- | -- | --- |
| 1º  | Almagro                | 42  | 18 | 12 | 6  | 0  | 43 | 14 | 29  |
| 2º  | Estudiantes            | 37  | 18 | 12 | 4  | 2  | 38 | 18 | 20  |
| 3º  | Temperley              | 35  | 18 | 10 | 5  | 3  | 30 | 18 | 12  |
| 4º  | Deportivo Italiano     | 33  | 18 | 10 | 3  | 5  | 41 | 19 | 22  |
| 5º  | Sarmiento (Junín)      | 28  | 18 | 7  | 7  | 4  | 26 | 17 | 9   |
| 6º  | San Miguel             | 26  | 18 | 7  | 5  | 6  | 34 | 26 | 8   |
| 7º  | Deportivo Laferrere    | 26  | 18 | 6  | 8  | 4  | 27 | 29 | -2  |
| 8º  | Defensa y Justicia     | 25  | 18 | 6  | 7  | 5  | 17 | 21 | -4  |
| 9º  | Tristán Suárez         | 24  | 18 | 6  | 6  | 6  | 25 | 23 | 2   |
| 10º | Argentino de Rosario   | 23  | 18 | 6  | 5  | 7  | 33 | 28 | 5   |
| 11º | Talleres (RE)          | 23  | 18 | 5  | 8  | 5  | 19 | 25 | -6  |
| 12º | Argentino de Quilmes   | 20  | 18 | 6  | 2  | 10 | 17 | 18 | -1  |
| 13º | Defensores Unidos      | 20  | 18 | 4  | 8  | 6  | 19 | 25 | -6  |
| 14º | Defensores de Belgrano | 19  | 18 | 3  | 10 | 5  | 17 | 23 | -6  |
| 15º | Dock Sud               | 16  | 18 | 3  | 7  | 8  | 21 | 30 | -9  |
| 16º | Def. de Cambaceres     | 16  | 18 | 4  | 4  | 10 | 21 | 33 | -12 |
| 17º | Deportivo Armenio      | 15  | 18 | 3  | 6  | 9  | 17 | 32 | -15 |
| 18º | El Porvenir            | 14  | 18 | 2  | 8  | 8  | 19 | 27 | -8  |
| 19º | Colegiales             | 6   | 18 | 2  | 3  | 13 | 15 | 53 | -38 |

|  | Se consagró campeón del Torneo Clausura. |

## Final
Se disputó a doble partido, haciendo como local en primer lugar el campeón del Torneo Apertura y en la vuelta el campeón del Torneo Clausura. Al finalizar ambos encuentros empatados debió disputarse un tercer partido para definir al primer ascendido.
| Deportivo Italiano                                                                                 | 1 - 1 | Almagro            | Francisco Urbano        | 18 de mayo |
| Almagro                                                                                            | 0 - 0 | Deportivo Italiano | Presidente Perón        | 25 de mayo |
| Deportivo Italiano                                                                                 | 2 - 0 | Almagro            | Ciudad de Vicente López | 28 de mayo |
| Deportivo Italiano ganó el partido desempate, se coronó campeón y ascendió a la Primera B Nacional |       |                    |                         |            |

## Tabla de posiciones final
| Pos | Equipo                 | Pts | PJ | G  | E  | P  | GF | GC | DIF |
| --- | ---------------------- | --- | -- | -- | -- | -- | -- | -- | --- |
| 1º  | Deportivo Italiano     | 70  | 36 | 21 | 7  | 8  | 67 | 29 | 38  |
| 2º  | Estudiantes            | 67  | 36 | 20 | 10 | 6  | 59 | 31 | 28  |
| 3º  | Almagro                | 65  | 36 | 18 | 11 | 7  | 68 | 40 | 28  |
| 4º  | Temperley              | 62  | 36 | 16 | 14 | 6  | 49 | 30 | 19  |
| 5º  | Sarmiento (Junín)      | 60  | 36 | 17 | 9  | 10 | 51 | 36 | 15  |
| 6º  | San Miguel             | 56  | 36 | 14 | 14 | 8  | 58 | 45 | 13  |
| 7º  | Talleres (RE)          | 56  | 36 | 15 | 11 | 10 | 54 | 45 | 9   |
| 8º  | Tristán Suárez         | 54  | 36 | 14 | 12 | 10 | 46 | 42 | 4   |
| 9º  | Deportivo Laferrere    | 48  | 36 | 12 | 12 | 12 | 52 | 60 | -8  |
| 10º | Argentino de Quilmes   | 42  | 36 | 11 | 9  | 16 | 35 | 35 | 0   |
| 11º | Defensa y Justicia     | 41  | 36 | 10 | 11 | 15 | 35 | 45 | -10 |
| 12º | Argentino de Rosario   | 40  | 36 | 9  | 13 | 14 | 54 | 54 | 0   |
| 13º | El Porvenir            | 40  | 36 | 9  | 13 | 14 | 37 | 46 | -9  |
| 14º | Defensores Unidos      | 39  | 36 | 9  | 12 | 15 | 37 | 49 | -12 |
| 15º | Defensores de Belgrano | 39  | 36 | 8  | 15 | 13 | 37 | 50 | -13 |
| 16º | Deportivo Armenio      | 36  | 36 | 8  | 12 | 16 | 31 | 50 | -19 |
| 17º | Def. de Cambaceres     | 35  | 36 | 7  | 14 | 15 | 37 | 55 | -18 |
| 18º | Dock Sud               | 32  | 36 | 5  | 17 | 14 | 47 | 65 | -18 |
| 19º | Colegiales             | 23  | 36 | 6  | 8  | 22 | 27 | 74 | -47 |

|  | Campeón y primer ascenso al ganar la final.                                          |
|  | Clasificado a las semifinales del reducido como perdedor de la final por el ascenso. |
|  | Clasificados a cuartos de final del reducido por el ascenso.                         |

## Torneo reducido
El equipo que figura arriba en cada serie es el que hizo de local en el partido de vuelta y contaba con ventaja deportiva, por estar ubicado en una mejor posición en la Tabla de Posiciones final de la temporada.
|  | Cuartos de final  | Cuartos de final | Cuartos de final |   |             | Semifinales    | Semifinales    | Semifinales    |  |  | Final            | Final            | Final            |
|  | 18 y 25 de mayo   | 18 y 25 de mayo  | 18 y 25 de mayo  |   |             | 1 y 8 de junio | 1 y 8 de junio | 1 y 8 de junio |  |  | 15 y 22 de junio | 15 y 22 de junio | 15 y 22 de junio |
|  |                   |                  |                  |   |             |                |                |                |  |  |                  |                  |                  |
|  | Almagro           |                  |                  |   |             |                |                |                |  |  |                  |                  |                  |
|  |                   |                  |                  |   |             |                |                |                |  |  |                  |                  |                  |
|  |                   | Almagro          | 1                | 2 |             |                |                |                |  |  |                  |                  |                  |
|  |                   |                  |                  | 2 |             |                |                |                |  |  |                  |                  |                  |
|  |                   | Talleres (RE)    | 0                | 2 |             |                |                |                |  |  |                  |                  |                  |
|  | Talleres (RE)     | Talleres (RE)    | 0                | 2 | 2           | 2              |                |                |  |  |                  |                  |                  |
|  | Talleres (RE)     |                  |                  |   | 2           | 2              |                |                |  |  |                  |                  |                  |
|  | Temperley         | 0                | 3                |   |             |                |                |                |  |  |                  |                  |                  |
|  |                   |                  |                  |   |             |                |                |                |  |  | Almagro          | 2                | 1                |
|  |                   |                  | Estudiantes      | 2 | 5           |                |                |                |  |  |                  |                  |                  |
|  | Estudiantes       | 2                | 1                |   |             |                |                |                |  |  |                  |                  |                  |
|  | Tristán Suárez    | 0                | 1                |   |             |                |                |                |  |  |                  |                  |                  |
|  | Tristán Suárez    | 0                | 1                |   | Estudiantes | 1              | 0              |                |  |  |                  |                  |                  |
|  |                   |                  |                  |   | Estudiantes | 1              | 0              |                |  |  |                  |                  |                  |
|  |                   | San Miguel       | 0                | 1 |             |                |                |                |  |  |                  |                  |                  |
|  | Sarmiento (Junín) | San Miguel       | 0                | 1 | 0           | 1              |                |                |  |  |                  |                  |                  |
|  | Sarmiento (Junín) |                  |                  |   | 0           | 1              |                |                |  |  |                  |                  |                  |
|  | San Miguel        | 1                | 1                |   |             |                |                |                |  |  |                  |                  |                  |

Estudiantes ganó el reducido y ascendió a la Primera B Nacional

## Tabla de descenso
La confección del tabla de descenso en esta temporada, al igual que en la anterior, tuvo una particularidad. Como en las temporada 1993/94 y 1994/95 aun se otorgaban 2 puntos por partido ganado en lugar de 3 se realizó la Tabla de Promedios teniendo en cuenta este criterio, ya que existía una desventaja entre los equipos que habían participado del campeonato antes mencionado y los que no. Por eso, como se puede observar, los puntajes correspondientes a la presente temporada no coinciden con los de la Tabla de Posiciones Final sino los que cada equipo hubiera tenido en caso de que cada victoria valiera 2 puntos.
| Pos | Equipo                 | 1993/94 | 1994/95 | 1995/96 | Pts | PJ  | Promedio |
| --- | ---------------------- | ------- | ------- | ------- | --- | --- | -------- |
| 1º  | Deportivo Italiano     | -       | -       | 49      | 49  | 36  | 1,361    |
| 2º  | Temperley              | -       | -       | 46      | 46  | 36  | 1,278    |
| 3º  | Sarmiento (Junín)      | -       | 41      | 43      | 84  | 70  | 1,200    |
| 4º  | Talleres (RE)          | -       | -       | 41      | 41  | 36  | 1,139    |
| 5º  | Tristán Suárez         | -       | -       | 40      | 40  | 36  | 1,111    |
| 6º  | Defensa y Justicia     | 40      | 41      | 31      | 112 | 104 | 1,077    |
| 7º  | Almagro                | 27      | 37      | 47      | 111 | 104 | 1,067    |
| 8º  | Estudiantes            | 29      | 30      | 48      | 107 | 104 | 1,029    |
| 9º  | San Miguel             | 30      | 35      | 42      | 107 | 104 | 1,029    |
| 10º | Deportivo Laferrere    | -       | -       | 36      | 36  | 36  | 1,000    |
| 11º | Defensores de Belgrano | 35      | 36      | 31      | 102 | 104 | 0,981    |
| 12º | Argentino de Quilmes   | 34      | 37      | 31      | 102 | 104 | 0,981    |
| 13º | El Porvenir            | 36      | 30      | 31      | 97  | 104 | 0,937    |
| 14º | Argentino (Rosario)    | 29      | 37      | 31      | 97  | 104 | 0,937    |
| 15º | Dock Sud               | 26      | 44      | 27      | 97  | 104 | 0,933    |
| 16° | Deportivo Armenio      | 39      | 25      | 28      | 92  | 104 | 0,885    |
| 17° | Defensores Unidos      | -       | 30      | 30      | 60  | 70  | 0,857    |
| 18º | Def. de Cambaceres     | 29      | 25      | 28      | 82  | 104 | 0,788    |
| 19º | Colegiales             | 29      | 27      | 18      | 74  | 104 | 0,711    |

|  | Jugaron un reclasificatorio para no descender. |

## Reclasificatorio Primera B-Primera C
A raíz de uns reestructuración en el fútbol argentino realizada en esta temporada, los equipos que ocuparon los últimos dos lugares en la tabla de promedios, Defensores de Cambaceres y Colegiales, en lugar de descender de forma directa, tuvieron la posibilidad de jugar un reclasificatorio ante equipos de la Primera C para definir qué clubes jugarían en la categoría el torneo siguiente.
Ambos equipos ingresaron al reclasificatorio en la cuarta ronda del Reclasificatorio. El mismo era disputado a partido único en cancha neutral, aunque el equipo de la categoría superior hacía las veces de local. En caso de empate al cabo de los noventa minutos, debía jugarse tiempo suplementario y, de persisitir la igualdad, definir al ganador por medio de una tanda de penales.
Ambos equipos debieron definir su suerte en los penales. Colegiales venció a Argentino  de Merlo y mantuvo la categoría, mientras que Defensores de Cambaceres perdió ante Midland y descendió a la Primera C
| Local                                                      | Resultado | Visitante          | Estadio         | Fecha       |
| ---------------------------------------------------------- | --------- | ------------------ | --------------- | ----------- |
| Colegiales                                                 | 1 - 1     | Argentino de Merlo | Estadio Armenia | 4 de agosto |
| Colegiales ganó 4-2 en los penales, y mantuvo la categoría |           |                    |                 |             |

| Local                                                                                         | Resultado | Visitante | Estadio              | Fecha       |
| --------------------------------------------------------------------------------------------- | --------- | --------- | -------------------- | ----------- |
| Defensores de Cambaceres                                                                      | 2 - 2     | Midland   | Argentino de Quilmes | 4 de agosto |
| Midland ganó 3-0 en los penales y ascendió. Defensores de Cambaceres descendió a la Primera C |           |           |                      |             |

## Reclasificatorio Nacional B-Primera B
Como consecuencia de la reestructuración del fútbol argentino que la AFA decidió a partir de la temporada siguiente, se disputó un reclasificatorio entre los tres equipos peor ubicados en la tabla de promedios del Nacional B y todos los equipos de la Primera B Metropolitana que habían mantenido la categoría en esta temporada.
El mismo constó de tres rondas, la primera disputada por todos los equipos de esta última división a excepción de Almagro, perdedor de la final del reducido, que ingresó en la segunda etapa. Finalmente, en la tercera etapa ingresaron los equipos del Nacional B. 
Todas las fases se jugaron a doble partido, elaborando los cruces a partir de la tabla de posiciones final y ejerciendo la localía en el partido de vuelta el equipo mejor ubicado en la misma o, en su defecto, el de categoría superior. En caso de empate en el tiempo reglamentario se disputaría tiempo suplementario y, de persistir la igualdad, se definiría por medio de una tanda de penales.
Los equipos que ganaron su respectiva serie de la tercera ronda disputaron la temporada siguiente en la Primera B Nacional, a los que se sumó el equipo perdedor mejor ubicado en la tabla de posiciones final de la Primera B Metropolitana

### Primera Ronda
| 29 de junio de 1996 | Temperley | 1:1 | Dock Sud | Estadio Alfredo Beranger, Turdera |  |

| 29 de junio de 1996 | Deportivo Armenio | 0:2 | Sarmiento de Junín | Estadio Armenia, Ingeniero Maschwitz |  |

| 29 de junio de 1996 | Defensores de Belgrano | 0:0 | San Miguel | Estadio Juan Pasquale, Buenos Aires |  |

| 29 de junio de 1996 | Defensores Unidos | 1:0 | Talleres (RE) | Estadio Gigante de Villa Fox, Zárate |  |

| 29 de junio de 1996 | El Porvenir | 0:1 | Tristán Suárez | Estadio Gildo Francisco Ghersinich, Gerli |  |

| 29 de junio de 1996 | Argentino de Rosario | 3:0 | Deportivo Laferrere | Estadio José Martín Olaeta, Rosario |  |

| 29 de junio de 1996 | Defensa y Justicia | 1:1 | Argentino de Quilmes | Estadio Norberto Tomaghello, Florencio Varela |  |

| 2 de julio de 1996 | Dock Sud | 0:1 | Temperley | Estadio De Los Inmigrantes, Dock Sud |  |

| 2 de julio de 1996 | Sarmiento de Junín | 1:2 | Deportivo Armenio | Estadio Eva Perón, Junín |  |

| 2 de julio de 1996 | San Miguel | 3:0 | Defensores de Belgrano | Estadio Malvinas Argentinas, San Miguel |  |

| 2 de julio de 1996 | Talleres (RE) | 1:2 | Defensores Unidos | Estadio Talleres, Remedios de Escalada |  |

| 2 de julio de 1996 | Tristán Suárez | 3:2 | El Porvenir | Estadio 20 de Octubre, Tristán Suárez |  |

| 2 de julio de 1996 | Deportivo Laferrere | 0:0 | Argentino de Rosario | Estadio Ciudad de Laferrere, Laferrere |  |

| 2 de julio de 1996 | Argentino de Quilmes | 0:0 (4-5) | Defensa y Justicia | Estadio de Argentino de Quilmes, Quilmes |  |

### Segunda Ronda
| 6 de julio de 1996 | Defensores Unidos | 1:2 | Almagro | Estadio Gigante de Villa Fox, Zárate |  |

| 6 de julio de 1996 | Argentino de Rosario | 1:0 | Temperley | Estadio José Martín Olaeta, Rosario |  |

|  | Defensa y Justicia | 0:0 | Sarmiento de Junín | Estadio Norberto Tomaghello, Florencio Varela |  |

| 6 de julio de 1996 | Tristán Suárez | 1:2 | San Miguel | Estadio 20 de Octubre, Tristán Suárez |  |

| 10 de julio de 1996 | Almagro | 1:1 | Defensores Unidos | Estadio Tres de Febrero, José Ingenieros |  |

| 10 de julio de 1996 | Temperley | 2:0 (t.s.) | Argentino de Rosario | Estadio Alfredo Beranger, Turdera |  |

| 10 de julio de 1996 | Sarmiento de Junín | 2:0 | Defensa y Justicia | Estadio Eva Perón, Junín |  |

| 10 de julio de 1996 | San Miguel | 2:2 | Tristán Suárez | Estadio Malvinas Argentinas, San Miguel |  |

### Tercera Ronda
| 13 de julio de 1996 | Tristán Suárez | 1:3 | Almirante Brown | Estadio 20 de Octubre, Tristán Suárez |  |

| 13 de julio de 1996 | San Miguel | 0:0 | Arsenal | Estadio Malvinas Argentinas, San Miguel |  |

| 13 de julio de 1996 | Sarmiento de Junín | 1:1 | Tigre | Estadio Eva Perón, Junín |  |

| 13 de julio de 1996 | Temperley | 0:2 | Almagro | Estadio Alfredo Beranger, Turdera |  |

| 16 de julio de 1996 | Almirante Brown | 1:2 | Tristán Suárez | Estadio Fragata Presidente Sarmiento, Isidro Casanova |  |

| 16 de julio de 1996 | Arsenal | 1:0 | San Miguel | Estadio Julio Humberto Grondona, Sarandí |  |

| 16 de julio de 1996 | Tigre | 1:3 | Sarmiento de Junín | Estadio José Dellagiovanna, Victoria |  |

| 16 de julio de 1996 | Almagro | 6:1 | Temperley | Estadio Tres de Febrero, José Ingenieros |  |

Almirante Brown y Arsenal se mantuvieron en el Nacional B

Almagro, Sarmiento de Junín y Temperley ascendieron a la Primera B Nacional

Tigre descendió a la Primera B Metropolitana

San Miguel y Tristán Suárez permanecieron en la Primera B Metropolitana